# Charmane Star

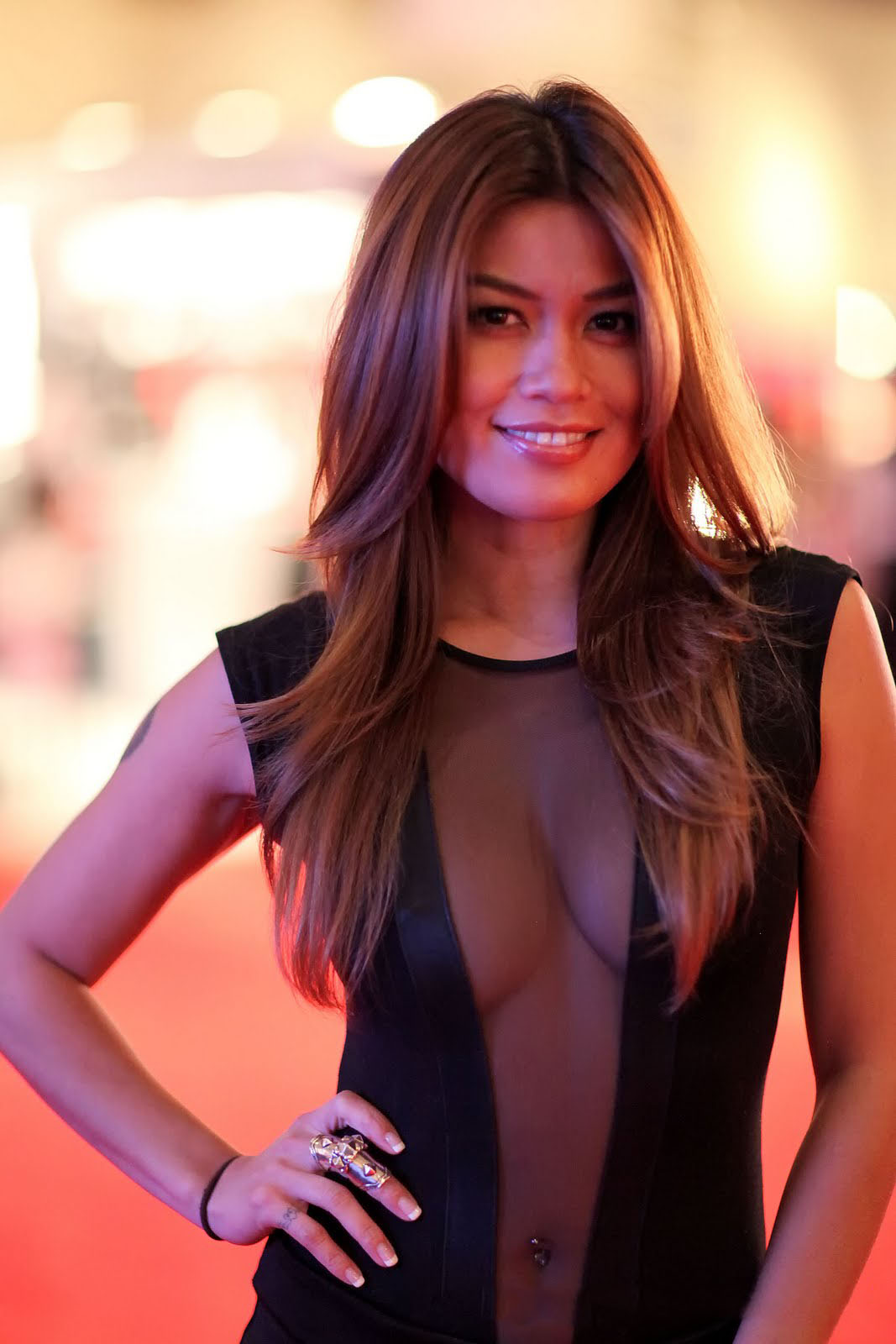
Charmane Star bei der Everything to do with Sex Show 2012 in Toronto

Charmane Star (* 5. Mai 1979 auf den Philippinen als Sheryn Lascano) ist eine US-amerikanische Pornodarstellerin, Schauspielerin und Model.

## Leben und Karriere
Star zog mit ihrer Familie von den Philippinen in die USA nach Kalifornien, als sie noch keine zwei Jahre alt war, und besuchte die High School in Sacramento.
Nachdem Star mit Fotoshootings für Hustler und andere Männermagazine ihre Karriere begonnen hatte, fing sie 1998 an, in Pornofilmen mitzuspielen. Seitdem spielte sie in über 200 Produktionen mit und wurde viermal für einen AVN Award nominiert.
Gemeinsam mit den Pornodarstellerinnen Charlotte Stokely und Erika Vution war sie 2009 im Film Black Dynamite zu sehen. In einem Interview sagte Scott Sanders, dass für den Film nur Pornodarstellerinnen ausgewählt wurden, die sich keinen Schönheitsoperationen unterzogen hatten und damit in das Setting der 1970er Jahre passten.
2009 trat sie im Musikvideo zum Lied That's How I Go von Baby Bash featuring Lil Jon und Mario auf. Im Mai 2014 war Star auf dem Cover der US-amerikanischen Heft-Serie Girls of Penthouse des Magazins Penthouse zu sehen.
Neben ihren Auftritten in Pornofilmen tourte sie als erotische Tänzerin durch die USA. Weiterhin wirkt sie auch in zumeist erotischen TV-Produktionen wie Sex Tapes, Sexual Quest oder Co-Ed Confidential mit. 2017 wurde Star in die Adult Video News Hall of Fame aufgenommen.

## Filmografie (Auswahl)

### Pornofilme
- 1998: Coed Cocksuckers 10
- 1999: Up and Cummers 63 & 64
- 2001: Inner Vision
- 2001: Fast Cars And Tiki Bars
- 2003: Lessons in Lust 2
- 2003: Asia Noir 3
- 2004: Eye of the Beholder
- 2004–2008: Invasian! 1 & 3
- 2005: Grub Girl
- 2005: Pirates
- 2006–2007: Charmane Star’s High Heel Adventure 1 & 2
- 2008: Charmane Star’s Asian Booty Busters
- 2010: Meow
- 2012: Charmane Star’s Lesbian Weekend Affair
- 2013: Wolverine XXX: An Axel Braun Parody
- 2013: Kittens & Cougars 7
- 2014: Asian Fucking Nation 5

### Nichtpornographische Filme und Serien
- 1999: A Passage Through India
- 2009–2010: Co-Ed Confidential (Staffel 3 & 4, 12 Folgen)
- 2009: Black Dynamite
- 2011: OC Confidential
- 2011: Sexual Quest
- 2012: Sex Tapes

## Auszeichnungen und Nominierungen
- 2005: AVN Award Nominierung – Best Solo Sex Scene (für Eye of the Beholder)
- 2005: AVN Award Nominierung – Best Oral Sex Scene - Video (für Eye of the Beholder, zusammen mit Kaylani Lei und Brad Armstrong)
- 2007: AVN Award Nominierung – Underrated Starlet of the Year (Unrecognized Excellence)
- 2007: AVN Award Nominierung – Best All-Girl Sex Scene - Video (für Virtual Vivid Girl Sunny Leone, zusammen mit Lanny Barbie, Sunny Leone, Lexi Marie und Amy Ried)
- 2017: Aufnahme in die AVN Hall of Fame[6]